# Corrosion of Conformity
Corrosion of Conformity (más conocidos como COC) es una banda de stoner metal de Carolina del Norte, formada en 1982 y activa en la actualidad.

## Historia
COC comienza tocando hardcore punk en 1982 en Raleigh, Carolina del Norte, con Reed Mullin a la batería, Woody Watherman en la guitarra, Mike Dean en el bajo y Benji Shelton con la voz. COC eran los pioneros del género crossover thrash en los 80'.
Ellos destacaron con No Core como compilación principal e hicieron su estreno en 1983 en el Why Are We Here? 7 " la compilación con otras bandas de Carolina del Norte como Blood Mobile, Stillborn Christians y No Labels.
Benji pronto se marchó y fue substituido por Eric Eycke del LP Eye for an Eye en 1984. Mientras todavía tocaban un hardcore punk notable, este era el primer material de la banda adetrándose en el heavy metal y comenzaron a tocar con grandes bandas como Slayer.
Poco después, Eric dejó la banda y COC continuó con su tercera pieza con Miguel y Reed compartiendo la voz en 1986 con el LP Animosity, considerado como unos de los clásicos en el "Crossover". Animosity consiguió críticas muy favorables en el punk y el heavy metal y fanes a través del globo.
En 1987, COC reclutó a Simon Bob Sinister de la banda de Carolina e integrantes de la firma Death Records, Ugly Americans. el lanzamiento banda en 1987, Technocracy figuró el agitado mundo del thrash musical de COC con un con una voz limpia que ellos tenían en el pasado.
Mike Dean se marchó en 1987 y Simon Bob pronto lo sigue, abandonando a COC en un estado de flujo durante un par de años. Los miembros restantes rediseñaron la alineación y buscaron a un nuevo cantante, aún fijando su secreto a la revista Flipside que tendrán un cantante similar a "James Hetfield u Ozzy Osbourne" para seguir con su nuevo sonido. Caroline Records liberó algunas viejas canciones con Mike que cantaba en ese entonces y es sacado como EP titulado Six Songs With Mike Singing.
Después de tanto buscar, Karl Agell fue reclutado para la voz, Phil Swisher para el bajo y Pepper Keenan como segundo guitarrista. COC gravitó hacia un sonido de heavy metal más específico. Para 1991 lanzaron Blind y ya se formarían como una banda de heavy metal. Blind era el primer álbum de COC para recibir la atención requerida. El vídeo para "Vote With A Bullet" se lanzó en MTV y el álbum rajó en la Lista Billboard a principios de 1992. El álbum ha vendido alrededor de 250,000 copias en EE. UU. hasta el momento.
En 1993, Agell y Swisher dejan la banda para formar la banda Leadfoot, Dean vuelve y Keenan asumió la voz líder. El año siguiente COC firman con Columbia Records, y el lanzamiento de Deliverance vive el movimiento de la banda en el metal sureño, un sonido que ellos también llevaron a Wiseblood y a American's Volume Dealer.
Deliverance es el álbum que más ha vendido la banda. Esto era debido a los sencillos "Albatross" y "Clean My Wounds" con la acción de hacerse en los 20 Primeros de la radio rock y el álbum logró pasar casi 4 meses en los Billboard de 200, alcanzando su punto máximo en el número 155. Sobre la cartelera Heatseekers, alcanzaron su punto máximo en el No 5 y duró casi un año sobre aquella cartelera en particular. Ventas estadounidenses para el álbum eran un poco más 440.000 hacia el final de 2005 y este álbum debería ser eligible para alcanzar el disco de oro dentro de los próximos pocos años.
Wiseblood fue liberado en octubre de 1996. A pesar alcanzar el top 30 de la radio roquera con "Drowning in a Daydream" y una gira mundial con Metallica, el álbum no logró igualar las ventas puestas por el álbum anterior. Ventas totales estadounidenses hasta el momento son un poco más 150,000. COC fue nominado a los Grammy en 1998 en la categoría "Best Metal Performance" con la canción "Drowning in a Daydream".

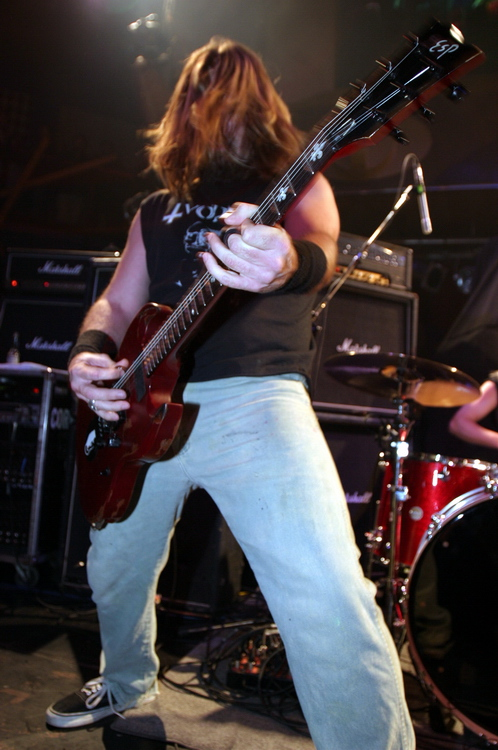
Pepper Keenan.

Poco después del lanzamiento de Wiseblood, Columbia le retiró el contrato a COC, y entonces se movieron a Sanctuary Records. La banda lanzó su primer álbum con la nueva disquera, American's Volume Dealer, en noviembre de 2000. El álbum era otro fracaso comercial que Wiseblood pero aún logra hacerse con el top 200 de Billboard. Sin embargo, el sencillo, "Congratulations Song", realmente hizo a la banda colarse otra vez en el top 30. No hicieron vídeos de este álbum. Mullin dejó la banda en 2001. Desde entonces la banda ha trabajado con una serie de bateristas: Jimmy Bower de Eyehategod, el profesor de percusión de Raleigh Merritt Partridge, Stanton Moore de Galactic y el antiguo técnico de Reed, Jason Patterson que antes tocó en la banda de Raleigh Cry of Love.
En abril de 2005, COC lanza In The Arms of Gods con muchas críticas. la banda realiza con este álbum un esfuerzo mucho mejor que el anterior, debutando en el No 108 sobre los Billboards 200 y encabezando la lista Heatseekers. El álbum también alcanzó un golpe similar en la radio. Un vídeo fue hecho para la canción "Stone Breaker" que fue transmitido en MTV2 en el programa recientemente reanimado Headbanger's Ball. La banda pasó el resto del año viajando por EE. UU. y Canadá. Ellos eran los que teloneaban a Motörhead y a Disturbed y también continuaron haciendo viajes con Crowbar, Fu Manchu, Alabama Thunderpussy y Danko Jones con todo la ayuda posible. Un viaje europeo fue programado para septiembre y octubre de 2005, pero más tarde fue cancelado, después de que el Huracán Katrina detruyeran a la ciudad de Nueva Orleans (casi era la ciudad natal de Keenan). Después de esto, continuaron con un viaje a Inglaterra con Clutch a comienzos de enero de 2006.
En años recientes COC ha mezclado los elementos de stoner rock con su sonido metálico. Con ellos también han colaborado un número de artistas: James Hetfield de Metallica contribuyó la voz a la canción "Man or Ash" en Wiseblood; Warren Haynes de Allman Brothers' Band y Gov't Mule tocando la guitarra en "Stare Too Long" del disco America's Volume Dealer; y Stanton Moore de Galactic tocando la batería en In the Arms of God.

## Integrantes

### Actuales
- Woody Weatherman – guitarra líder, coros (1982–presente)
- Mike Dean – bajo, teclados (1982–1987, 1993–presente), segunda voz (1993–2006, 2014–presente), primera voz (1984–1986, 2006–2014), coros (1982–1984, 1986–1987)
- Pepper Keenan – guitarra rítmica (1989–2006, 2014–presente), primera voz (1993–2006, 2014–presente), coros (1989–1993)
- John Green – batería (2020–presente)

### Miembros anteriores
- Benji Shelton – voz (1982–1983)
- Reed Mullin – batería (1982–2001, 2010–2020, su muerte), tercera voz (1993–2001, 2014–2020, su muerte), segunda voz (1984–1986, 2010–2014, muerto en 2020), coros (1982–1984, 1986–1993, muerto en 2020)
- Robert Stewart – voz (1983)
- Eric Eycke – voz (1983–1984, muerto en 2017[1])
- Simon Bob Sinister – voz (1986–1989)
- Phil Swisher – bajo (1987–1993)
- Karl Agell – voz (1989–1993)
- Jimmy Bower – batería, percusión (2001–2002)
- Merrit Partridge – batería, percusión (2002–2003)
- Stanton Moore – batería, percusión (2003–2005)
- Jason Patterson – batería, percusión (2005–2006)

### Colaboradores
- Warren Haynes – guitarra ("Stare Too Long" de America's Volume Dealer)
- James Hetfield – voz ("Man or Ash" de Wiseblood)
- Robert Stewart – voz (en vivo)

## Discografía

### Álbumes
- Eye For An Eye (1984)
- Animosity (1985)
- Blind (1991)
- Deliverance (1994)
- Wiseblood (1996)
- America's Volume Dealer (2000)
- In the Arms of God (2005)
- Corrosion of Conformity (2012)
- IX (2014)
- No Cross, no Crown (2018)

### EP
- Technocracy (1987)
- Six Songs with Mike Singing (1988)
- Mad World (1992)
- Vote With a Bullet - The Consolidated Re-mix Version (1993)

### Compilaciones
- No Core tape (1982, No Core)
- Why Are We Here? 7" (1983, No Core Records, "Poison Planet", "Indifferent", "Too Cool")
- Empty Skulls tape (1984, Fartblossom Enterpises, "Poison Planet", "Eye for an Eye")
- Cleanse the Bacteria LP (1985, Pusmort Records, "Kiss of Death")
- Thrasher Skate Rock Vol. 3 LP (1986, Thrasher/High Speed Records, "What", "Not For Me", "Citizen")
- Empty Skulls Vol. 2 LP (1986, Fartblossom Records, "Center of the World", "Eye for an Eye", "Negative Outlook")
- Complete Death LP (1986, Death Records, "Loss for Words")
- Life is a Joke Vol. 2 LP (1986, Weird System Records, "Eye for an Eye")
- Flipside Vinyl Fanzine Vol. 3 LP (1987, Gasatanka Records, "Intervention")
- Rat Music for Rat People 3 LP (1987, CD Presents Records, "Bound")
- "Clerks" Soundtrack LP (1994, Columbia Records, "Big Problems")
- Nativity In Black: A Tribute To Black Sabbath LP (1994, Columbia Records, "Lord of This World")
- UMPF LP (1995, ???, "Clean My Wounds")
- Duke Nukem: Music To Score By LP (1999, RED Interactive, "Land Of The Free Disease")
- Xtreme Rock: Music That Changed Our Lives LP (1999, RED Distribution, "Land Of The Free Disease")
- Motorcycle Mania 3 CD (2004, Artist Direct BMG, "Thirteen Angels")

### Videos musicales
- "Vote with a Bullet" (1992)
- "Dance of the Dead" (1992)
- "Albatross" (1994)
- "Clean My Wounds" (1994)
- "Wiseblood" (1996)
- "Drowning in a Daydream" (1996)
- "Stonebreaker" (2005)
- "Psychic Vampire" (2012)
- "The Moneychangers" (2012)
- "Feed On" (2012)

### Sencillos
- Dance Of The Dead (1991)
- Vote With a Bullet (1992)
- Albatross (1994)
- Broken Man (1994)
- Clean My Wounds (1994)
- Seven Days (1995)
- Drowning in a Daydream (1996)
- King Of The Rotten (1996)
- Pighead Shaped Picture Disc (1996)
- The Rotten Remixes 12" (1997)
- Congratulations Song (2000)
- Over Me (2000)
- Diablo Blvd. (2001)
- Stonebreaker (2005)